# Fabien Fond
 (juillet 2017).
Fabien Fond est un basketteur français né le 23 mai 1971[réf. souhaitée] à Sélestat (Bas-Rhin, France).

## Biographie
Il joue durant quatre saisons à l'ASVEL Lyon-Villeurbanne. Il y joue peu (0,7 point par rencontre lors de sa première saison en 1988-1989 et 3,7 lors de la suivante) et termine sa carrière de basketteur professionnel à Gravelines.